# Beate Selders
Beate Selders (* 1957) ist eine deutsche Journalistin.

## Leben
Beate Selders studierte Soziologie, Politologie und Psychologie an der Freien Universität Berlin. Sie lebt und arbeitet als freie Journalistin in Berlin, wo sie Reportagen, Berichte und Porträts in unterschiedlichen Medien, darunter der Freitag und Die Tageszeitung, veröffentlicht.

## Rezensionen
Raphaela Kula schrieb in der Frankfurter Rundschau über Selders’ Aufsatzsammlung Hand aufs dekonstruierte Herz, diese sei sehr „ungewöhnlich“, weil sie die persönlichen politischen Erfahrungen der Autorinnen genauso wie die historische Entwicklung dieser Erfahrungen in den Blick nehme. Die „Offenheit“ der Autorinnen habe Kuala beeindruckt, auch wenn dadurch deren Positionen so einerseits „nachvollziehbar“, aber auch „angreifbar“ würden. Kuala habe das Buch als insgesamt sehr „anregend“ empfunden, da es „Lust auf eine weitergehende Auseinandersetzung“ mit aktueller feministischer Theorie wecke.
Rolf Löchel kommt in literaturkritik.de zu der Ansicht, Selders’ Ansinnen, die „Konfliktlinien“ der Auseinandersetzung zwischen traditionellem und dekonstruktivem Feminismus „nachzuzeichnen“ und die einander widerstreitenden Argumente „kritisch zu beleuchten“, sei „wenig Erfolg beschieden“. Selders hänge einem „materialistische[n] Feminismus“ an, dessen Positionen allzu sehr dem Feminismus der 1970er Jahre verhaftet bliebe. Den dekonstruktiven Feminismus psychologisiere Selders.

## Publikationen
- mit Claudia Koppert (Hrsg.): Hand aufs dekonstruierte Herz: Verständigungsversuche in Zeiten der politisch-theoretischen Selbstabschaffung von Frauen. Ulrike Helmer Verlag, Königstein 2003, ISBN 978-3-89741-120-3.
- mit Rosaria Chirico (Hrsg.): Bachelor statt Burnout: entspannt studieren – wie geht das? Vandenhoeck & Ruprecht, Göttingen 2010, ISBN 978-3-8252-3450-8.
- Keine Bewegung! Die „Residenzpflicht“ für Flüchtlinge. Bestandsaufnahme und Kritik. Flüchtlingsrat Brandenburg und Humanistische Union, Potsdam 2009, ISBN 978-3-930416-25-7.
- mit Andrea Dallek und Helga Lenz: Haft ohne Straftat. Fakten und Argumente gegen Abschiebungshaft. Flüchtlingsrat Brandenburg, Flüchtlingsrat Schleswig-Holstein, Humanistische Union, Berlin 2013, ISBN 978-3-930416-31-8 (eingeschränkte Vorschau).